# Емдейк
Емдейк (нід. Eemdijk) — село в нідерландській провінції Утрехт. Входить до муніципалітету Бюнсхотен.
Його площа — 3,32 км², а населення станом на 2021 рік становило 820 осіб.
Перша згадка про населений пункт датується 18-м сторіччям.

## Галерея

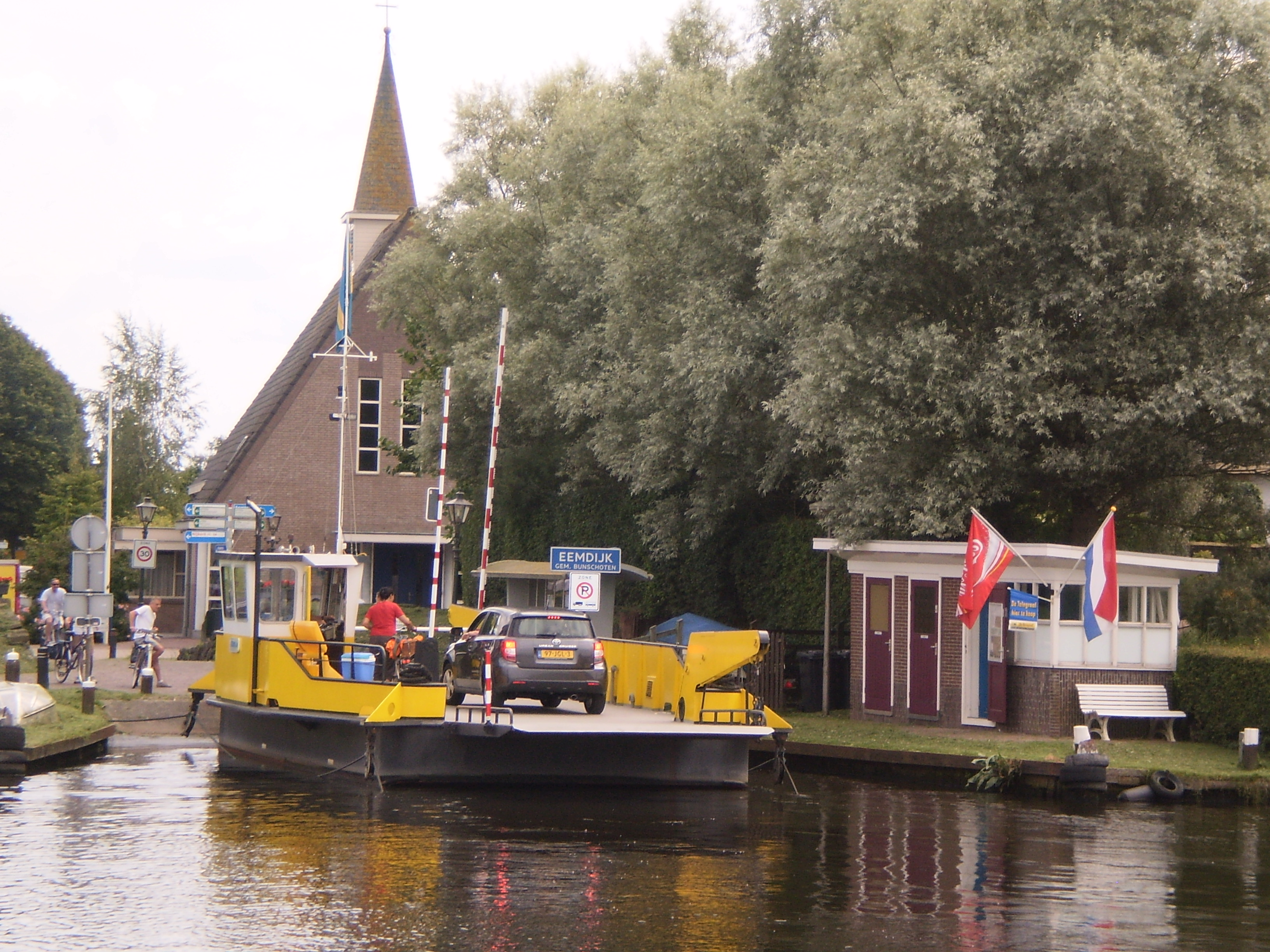
Панорама села
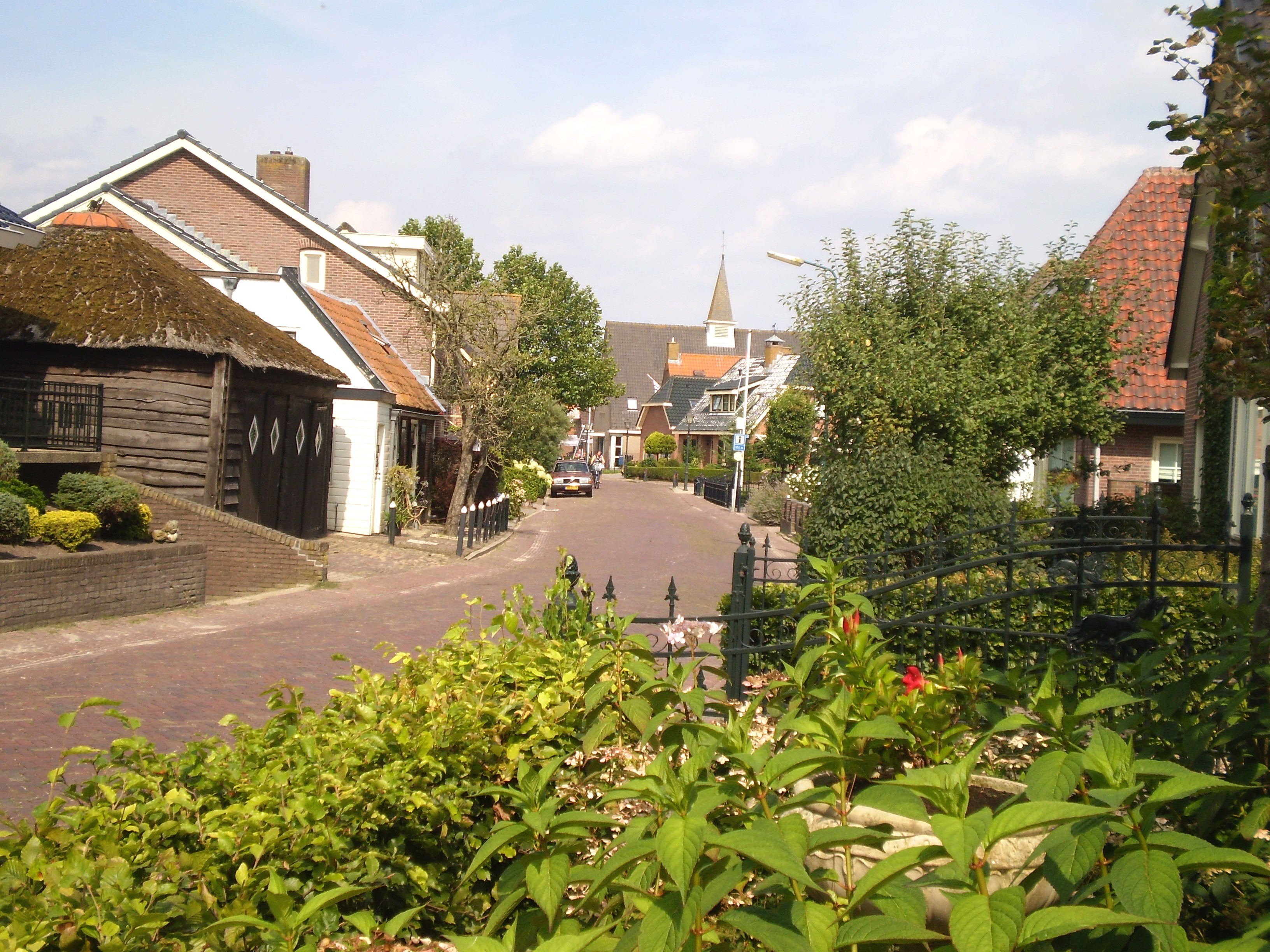
Вулиця Емдейка
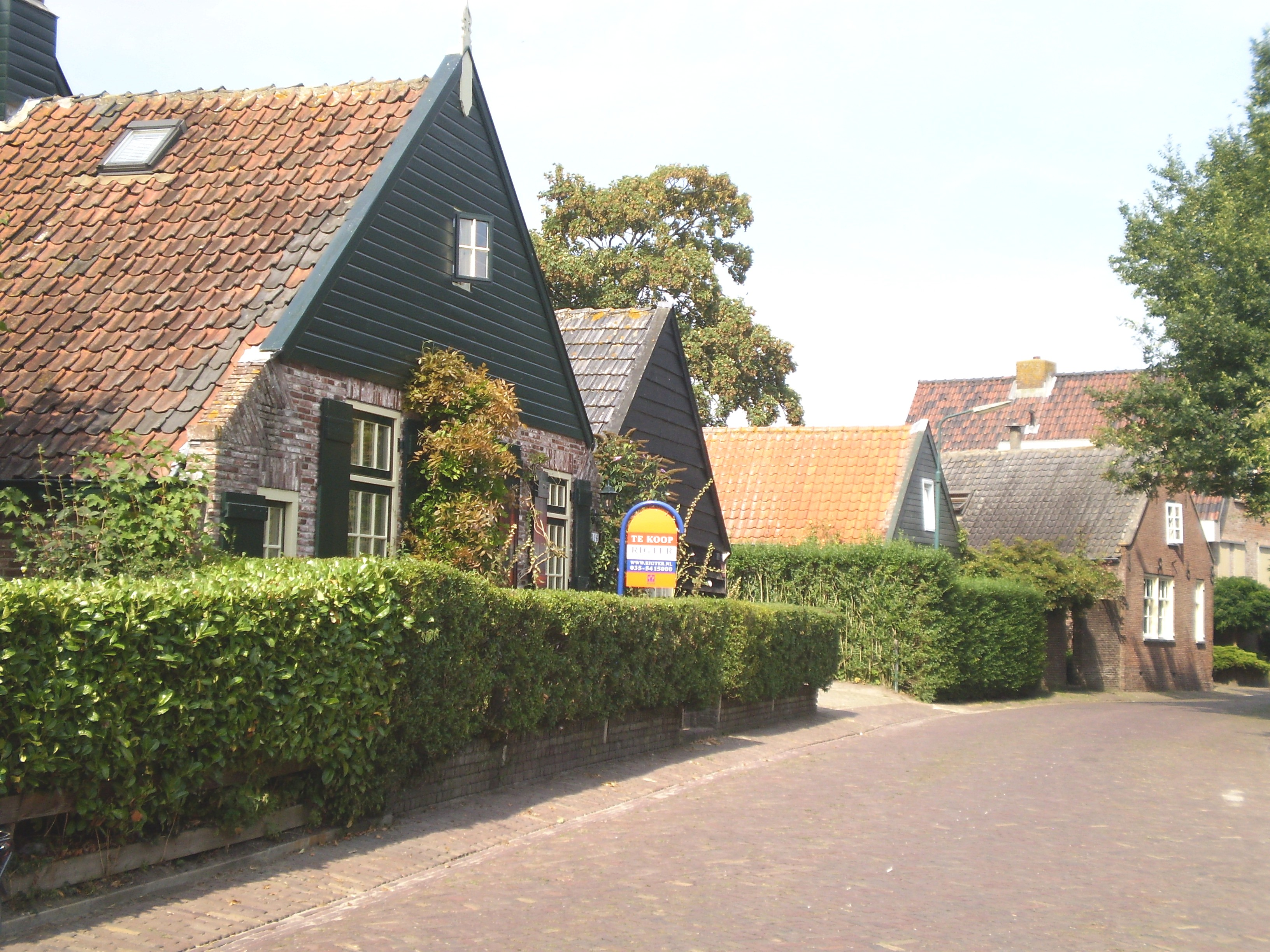
Сільська вулиця
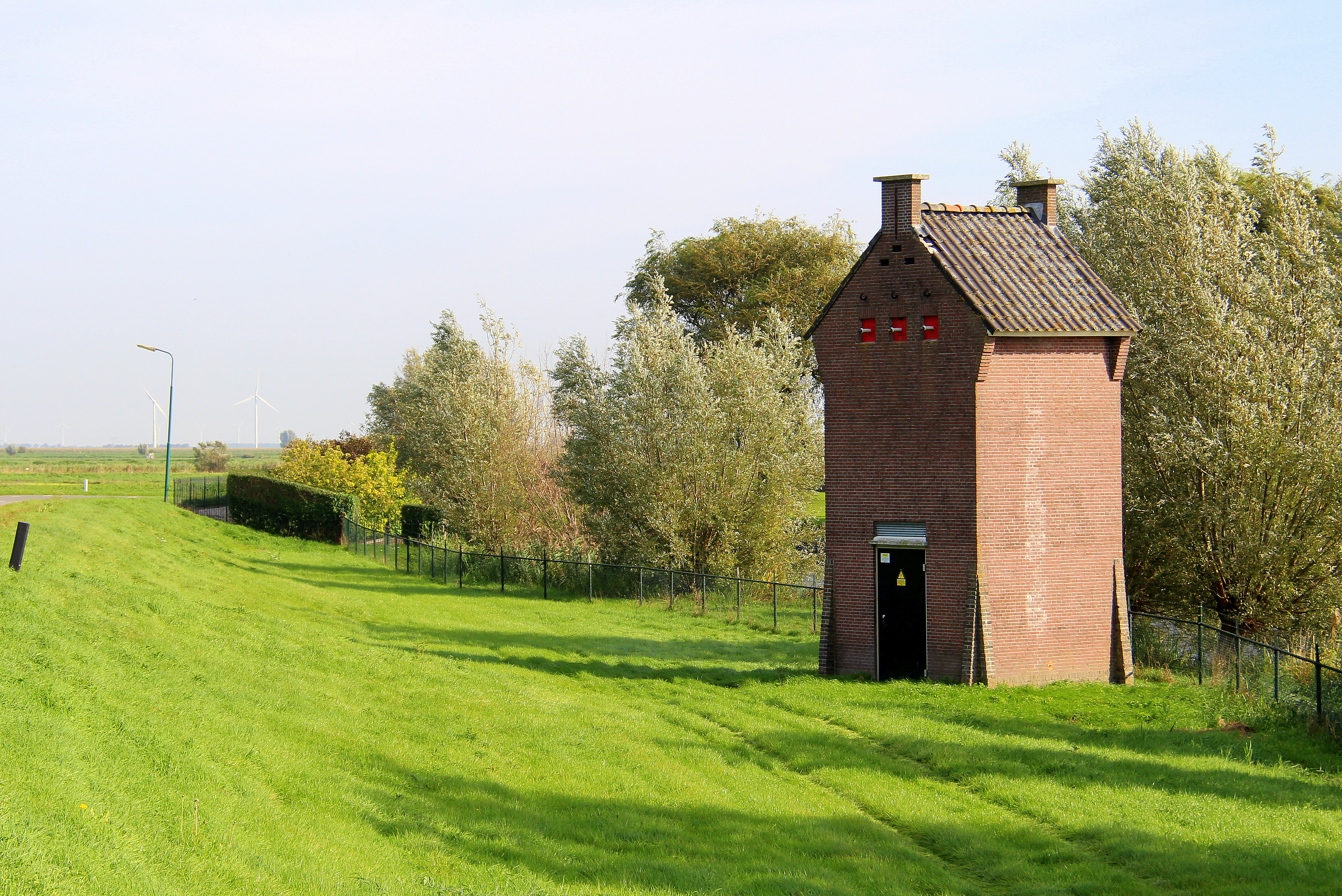
Трансформаторна будка